# Pier Carpi

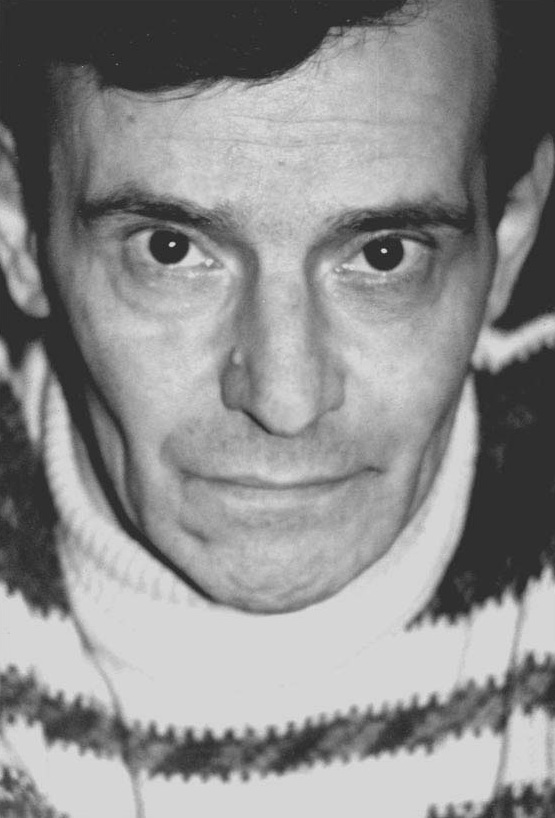
Pier Carpi

Pier Carpi (eigentlich Piero Arnaldo Carpi, * 16. Januar 1940 in Scandiani, Provinz Reggio Emilia; † 26. Juni 2000 in Viadana, Provinz Mantua) war ein italienischer Comicautor, Schriftsteller, Drehbuchautor und Filmregisseur.

## Leben
Carpi wurde im Jahr 1961 im Alter von 21 Jahren Redakteur der Satirezeitschrift Bertoldo. Im Comicbereich war er ab 1963 tätig, indem er für das Verlagshaus Mondadori diverse Texte zu Disney-Comics schuf. Als Schriftsteller veröffentlichte er sein erstes Werk 1964, dem zahlreiche weitere folgten. Zusammen mit Alfredo Castelli gründete Carpi im Jahr 1970 die Zeitschrift Horror. 1974 wurde er mit einem Drehbuch zu Cagliostro erstmals für den Film tätig. Anschließend war er auch Regisseur für zwei ungewöhnliche Filme, in denen er religiöse Themen und psychologische Selbstbeobachtungen verarbeitete. 1993 verfasste er nochmals ein Drehbuch.
Carpi war auch als Theaterregisseur aktiv. Für seine journalistischen und schriftstellerischen Arbeiten wurde er mehrfach ausgezeichnet. Er war mit der Schriftstellerin Franca Bagliardi verheiratet.
Auf Deutsch sind von Carpi neben Die Prophezeiungen von Papst Johannes XXIII. Die Geschichte der Menschheit von 1935 bis 2033 etliche Disney-Comics unter anderem in den Reihen Walt Disneys Lustige Taschenbücher und Micky Maus veröffentlicht worden.

## Werke (Auswahl)
- 1968: Il mistero di Sherlock Holmes
- 1972: Cagliostro il taumaturgo
- 1976: Le profezie di papa Giovanni: la storia dell'umanita dal 1935 al 2033; deutsch: Die Prophezeiungen von Papst Johannes XXIII. Die Geschichte der Menschheit von 1935 bis 2033. Freiburg 1982.
- 1997: Gesù contro Cristo: tra magia e mistero, il romanzo che svela i segreti del Vangelo

## Filmografie
- 1974: Cagliostro (Cagliostro)
- 1975: Povero Cristo (auch Regie und Darsteller)
- 1979: Un'ombra nell'ombra (auch Regie)
- 1993: Il ventre di Maria